# Chilkasa
Chilkasa falcata là một loài bướm đêm thuộc họ Erebidae. Đây là loài duy nhất thuộc chi Chilkasa. Nó được tìm thấy ở Ấn Độ, Thái Lan, bán đảo Mã Lai, Sumatra, Borneo và Philippines.